# Лозакович, Даниэль
Даниэль Лозакович (швед. Daniel Lozakovich; род. 1 апреля 2001, Стокгольм) — шведский скрипач.

## Биография
Родился в семье иммигрантов — белоруса и кыргызки; мать — финансовый консультант, отец — владелец транспортно-строительной фирмы. Мать музыканта мечтала вырастить из сына теннисиста.
Начал учиться игре на скрипке в возрасте семи лет у Людмилы Кан, затем занимался под руководством Иосифа Рысина в Германии и Эдуарда Вульфсона в Швейцарии. В девятилетнем возрасте дебютировал в Москве с оркестром «Виртуозы Москвы» под руководством Владимира Спивакова. Годом позже получил первую премию конкурса юных музыкантов «Щелкунчик». В 2015 г. играл в Москве с оркестром под управлением Валерия Гергиева, которого в юности особо выделял среди работавших с ним дирижёров. В дальнейшем выступал с такими дирижёрами, как Семён Бычков, Туган Сохиев, Василий Петренко, Адам Фишер, Леонард Слаткин, в 2017 г. дебютировал в США с Бостонским симфоническим оркестром под управлением Андриса Нелсонса. В том же году записал свой первый диск — два скрипичных концерта Иоганна Себастьяна Баха (музыканты Оркестра Баварского радио, дирижёр Радослав Шульц) и его же Вторую партиту для скрипки соло. В 2019 году выпустил второй альбом, с произведениями Чайковского (Национальным филармоническим оркестром России дирижировал Спиваков); запись скрипичного концерта с этого альбома музыкальный критик Марк Пуллинджер поставил на первое место в обзоре ста записей этого произведения за всю историю.